# Кахан, Яаков
Кахан Яаков (26 июня 1881, Слуцк Минской губернии — 20 ноября 1960, Тель-Авив) — израильский поэт, драматург, переводчик и лингвист. Лауреат Государственной премии Израиля.

## Биография
Родился в богатой купеческой семье Беньямина Кагана и Песи Вендровской. Детские годы провёл в местечке Згеж. В 1903—1909 получил образование в университетах Берна, Мюнхена и Парижа. Доктор философии Бернского университета (1909).
С 1897 принимал активное участие в сионистском движении, был среди основателей организации «Бней Цион» в родном городе. Активно содействовал распространению иврита как разговорного языка, будучи в 1910-14 председателем Общества культуры и языка иврит в Берлине. С 1917 по 1927 год был инспектором уроков иврита и иудаистики в еврейских средних школах Варшавы (сеть, основанная М. Брауде), с 1927 по 1933 год — преподавателем средневековой поэзии и новой ивритской литературы в варшавском Институте иудаики. Во время своего пребывания в Варшаве был членом центрального комитета организации «Тарбут».
В 1934 эмигрировал в Эрец-Исраэль.

## Произведения
- «Ариэль»
- «Оф ха-хол» («Феникс»)
- «Ха-нефилим» («Исполины»)
- «Бе-Луз» («В городе Луз»)
- «Ле-яд ха-пирамидот» («У пирамид»)
- «Танхум»
- «Бе-эмца ха-риккуд» («Посреди танца»)
- «Мин ха-‘ам» («Из народа»)
- «Ифтах»
- «Хошеа, Эзра у-Нехемия»
- «Яннай у-Шломит»
- «Ахер (Элиша бен Авуя)»
- «Меир у-Врурия»
- «Ха-мелех Давид» («Царь Давид»)
- «Аггадот Элохим» («Сказания о Боге») (1943)
- «Мишлей кдумим» («Древние притчи») (1943)
- «Хамеш мегиллот» («Пять свитков», 1941)

## Премии
- Литературная премия имени Бялика (1939)
- Премия имени Ш.Черняховского (1946;1957)
- Государственная премия Израиля (1953;1958)